# Gordonia lasianthus

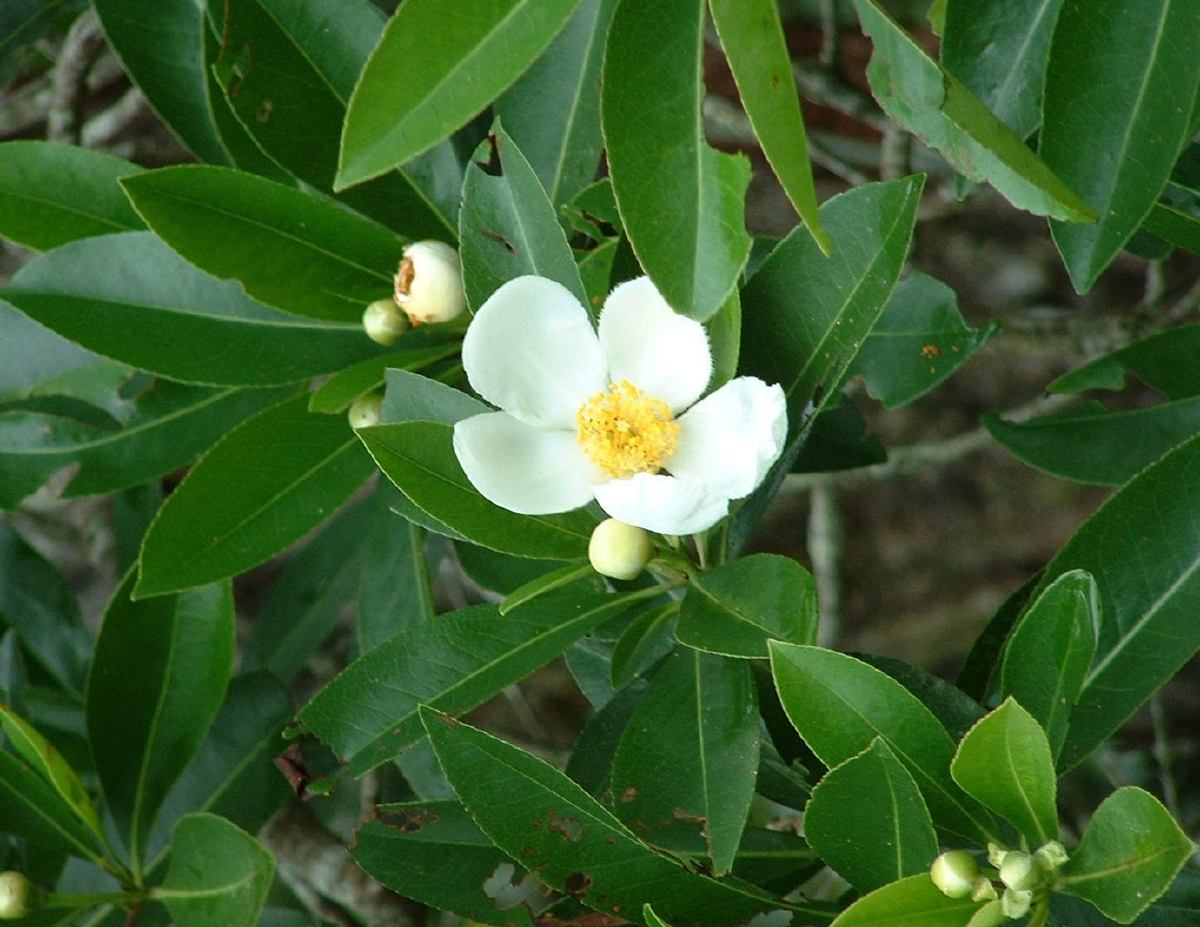
Listy a květ

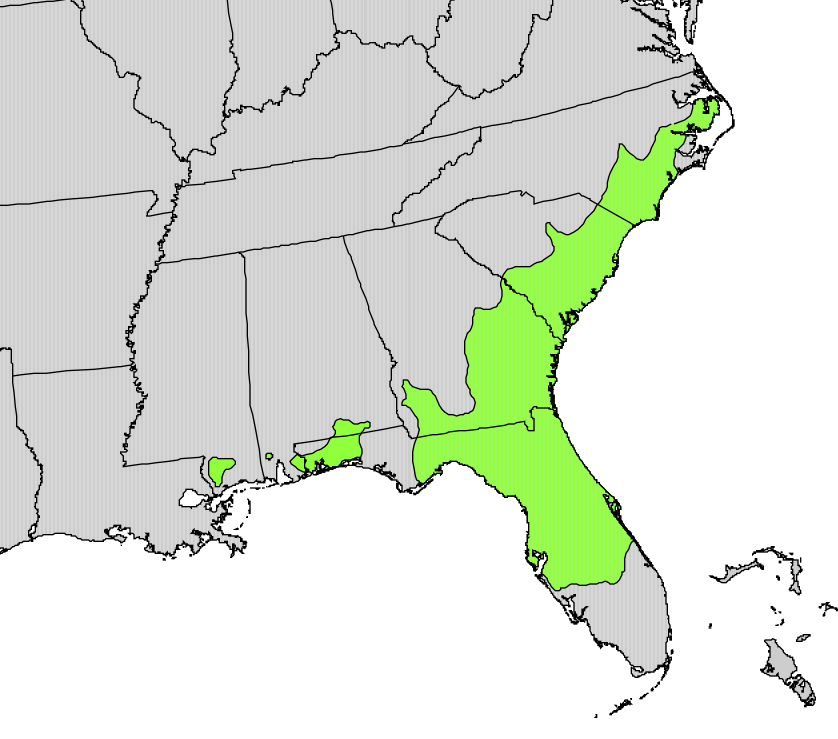
Původní výskyt

Gordonia lasianthus je malý až středně velký strom, případně i keř, pocházející z bažinatého jihovýchodu Severní Ameriky, kde je považován za poměrně běžnou stálezelenou rostlinu. Tato roztroušeně rostoucí dřevina má malou obchodní hodnotu, její lesklé zelené listy a bílé nápadné květy však z ní dělají občas využívanou okrasnou rostlinu.

## Rozšíření
Vyskytuje se na jihovýchodě Spojených státech amerických podél pobřeží Atlantského oceánu, od Severní Karolíny na severu po Floridu na jihu. Dále se nespojitě vyskytuje podél Mexického zálivu od Floridy na východě po Mississippi na západě. Roste obvykle v pobřežních nížinách podél ústících řek, většinou ne výše než 200 m n. m.

## Ekologie
Vyskytuje se v krajině s teplými léty a mírnými zimami, kde průměrné letní teploty jsou okolo 21 °C a zimní 3 °C. Dešťové srážky jsou rozložené poměrně rovnoměrně po celý rok, na severu bývají okolo 1120 mm a na jihu 1630 mm. Roste většinou v půdách kyselých až silně kyselých, písčitých či hlinitých, v rovinách nebo v mělkých depresích s malým až žádným sklonem, s pomalým povrchových odtokem a špatnou drenáží. Na těchto místech sahá hladina podzemní vody téměř až k povrchu půdy po dobu nejméně šesti měsíců v roce.
Květy se otevírají v době, kdy nové listy jsou již plně rozvité, obvykle od posledního týdne v červnu či prvního týdne v červenci a zdobí stromy do poloviny srpna. Nejdříve se květní poupata rozevírají v horní části koruny, květ zůstává otevřen pouze jeden až dva dny, pak nápadné korunní lístky opadají. Opylovány jsou nejčastěji včelami, mouchami, třásněnkami a kolibříky. Semeníky s oplodněnými vajíčky postupně hnědnou a dostávají tvar vejčitých tobolek. První zralé tobolky se otevírají v říjnu, v polovině prosince bývají již všechny otevřené a semena z nich vypadaná, prázdná pouzdra opadají až během zimy.
V areálu se vyskytují dva různé cytotypy, jeden s počtem chromozomů 2n = 30 a stupněm ploidie x = 15 a druhý s počtem chromozomů 2n = 36 a stupněm ploidie x = 18.

## Popis
Gordonia lasianthus je malá až středně velká, stálezelená dřevina, strom nebo řidčeji keř. Dorůstá do výšky nejvýše 20 m a jeho sloupovitá, symetrická, kompaktní koruna má kuželovitý tvar. Strom mívá velký hlavní kořen s mnoha sekundárními kořeny větvící se směrem dolů. Vzrostlé stromy mohou mít kmen tlustý až do 50 cm, konečná velikost stromu je závislá na vlhkosti a úživnosti půdy. Mladí jedinci mají kůru hladkou, zbarvenou krémově až karmínově, u starších je kůra hluboce rozbrázděná úzkými rýhami a bývá středně šedá až červenohnědá. Listy jsou vytrvalé, řapíkaté a vyrůstají na větvích střídavě. Jejich kožovitá čepel je hladká, eliptická až obkopinatá, dlouhá 10 až 16 cm a široká od 2,5 po 3,5 cm. Od klínovité báze se čepel dlouze zužuje, vrchol mívá ostrý či tupý, po obvodě bývá nepravidelně až dvojitě zubatá, má od osmi po patnáct párů nenápadných žilek zpeřené žilnatiny a na spodní straně vystouplé střední žebro, horní plocha je tmavší než spodní. Několik jednotlivých listů se na podzim zbarví do zářivě šarlatové barvy a v následném roce postupně opadají. Gordonia lasianthus je strom s krátkou životností.
Květy jsou bílé, pohárkovité, příjemně vonné, pětičetné, bývají velké 5 či 7 cm, jsou oboupohlavné a vyrůstají jednotlivě na asi 6 cm dlouhé stopce z paždí listů. Kališní lístky jsou obvejčité, dlouhé 9 až 11 mm a široké 7 až 9 mm, vytrvalé, konkávní se zaobleným vrcholem a brvitým okrajem. Korunní lístky jsou bílé, dlouhé okolo 2 až 3 cm a široké asi 2 cm, vrchol mají zaoblený a na povrchu jsou hvězdicovitě chlupaté. V květu dále obvykle bývá padesát až sto padesát žlutých tyčinek s prašníky, z pěti plodolistů vzniklý pětidílný semeník se čtyřmi až osmi vajíčky v oddíle a drobná čnělka s pětilaločnou bliznou.
Plod je téměř 2 cm velká, hnědá, vejčitá tobolka s ostrým vrcholem a zaoblenou spodinou. Tobolka je tvrdá, dřevnatá, chlupatá a otvírá se pěti chlopněmi. V oddílu bývají čtyři až osm plochých, tmavě hnědých, vejčitých, povrchově drsných semen s výrazným vrcholovým křídelkem.

## Rozmnožování
Dřevina se šíří pohlavně nebo vegetativně. Semena jsou velmi lehká, asi 300 000 jich váží 1 kg. Přestože mají křídlo, nedolétnou v 60 % od mateřského stromu dále, než je jeho poloviční výška a v 99 % do vzdálenosti kratší, než je dvojnásobná výška. Semena klíčí epigeálně a poměrně rychle, asi během deseti dnů. Počáteční růst semenáčů je velmi pomalý, do konce třetího vegetačního období bývají vysoké pouze 10 až 15 cm a v osmi létech nebývají vyšší než 30 až 40 cm.
Pařezy pokácených zdravých stromů produkují množství pupenů, ze kterých raší nové kmínky. Ty rostou na rozdíl od semenáčů velmi rychle, v prvých patnácti létech přirůstají asi půl metru ročně. Mladé stromy jsou klasifikovány jako tolerantní vůči zastínění a na plném slunci mohou dobře růst pouze v dostatečně vlhké půdě.

## Význam
Stromy mají poměrně malou užitnou hodnotu, papír vyráběný z jejich buničiny má nevelkou pevnost a vysokou lámavost, používá se pouze jako příměs do kvalitní suroviny. Samotné dřevo je měkké, nepevné, jemnozrné a je světle zbarveno. Bývá pouze málo využíváno na drobné domácí výrobky, jeho kůra je bohatým zdrojem tříslovin. Na jihu Spojených států občas bývá, pro lesklé zelené listy a výrazné bílé květy, považována za okrasný strom. Občas se vysazuje při obnově původních ekosystémů podél břehů řek a močálů, velmi často se používá pouze jako palivové dřevo.